# Пастуро
Пастуро (італ. Pasturo) — муніципалітет в Італії, у регіоні Ломбардія, провінція Лекко.
Пастуро розташоване на відстані близько 520 км на північний захід від Рима, 60 км на північ від Мілана, 12 км на північ від Лекко.
Населення — 2019 осіб (2014).

## Демографія
Населення за роками:

Станом на 1 січня 2023 року в муніципалітеті офіційно проживало 90 іноземців з 22 країн, серед них 8 громадян країн Євросоюзу та 2 громадяни України.

## Сусідні муніципалітети
- Баллабіо
- Барціо
- Кремено
- Езіно-Ларіо
- Інтробіо
- Манделло-дель-Ларіо
- Прималуна